# Соко град (Штитар)
Соко град су остаци средњовјековне тврђаве изнад села Штитара, западно од пута Цетиње–Подгорица. Утврда у пречнику има око 90 метара и подигнута је у вријеме владавине Стефана Црнојевића, у првој половини (четрдесетих година) XV вијека, по губитку тврђаве Ђурђевца изнад Будве.
Уз град Жабљак, први пут се помиње као Стефаново власништво 1453. године. Тврђава је послије 1460. године имала значајнију улогу у одбрани посједа Црнојевића од надолазеће турске опасности. По честим молбама Стефана Црнојевића, као војна посада у овој тврђави периодично су се налазили и млетачки војници.
Данас постоје остаци већих грађевина у овом граду-тврђави, међу којима и једног храма (цркве).

## Галерија
- Положај утврде Соко (штитарски) и стање посједа 1441. године (по продору С. В. Косаче у Зету).